# Ragland (Alabama)
Ragland es un pueblo ubicado en el condado de St. Clair en el estado estadounidense de Alabama. En el censo de 2000, su población era de 1918.

## Demografía
En el 2000 la renta per cápita promedia del hogar era de $ 30.152$, y el ingreso promedio para una familia era de 36.034$. El ingreso per cápita para la localidad era de 12.531$. Los hombres tenían un ingreso per cápita de 27.468$ contra 21.250$ para las mujeres.

## Geografía
Ragland está situado en 33°44′36″N 86°8′32″O / 33.74333, -86.14222 (33.743415, -86.142268).
Según la Oficina del Censo de los EE. UU., la ciudad tiene un área total de 16.87 millas cuadradas (43.69 km²).